# Eniss Shabani
Eniss Shabani (* 29. Mai 2003 in Gießen) ist ein deutsch-albanischer Fußballspieler. Aktuell steht der Mittelfeldspieler beim 1. FSV Mainz 05 unter Vertrag.

## Karriere

### Im Verein
Shabani begann bei der TSG Wieseck in Gießen mit dem Fußballspielen. Dort spielte er schon mit Ben Bobzien zusammen, mit dem er 2015 gemeinsam in die Jugendabteilung des 1. FSV Mainz 05 wechselte. Dort durchlief er alle weiteren Nachwuchsmannschaften. In der Saison 2019/20, die allerdings vorzeitig aufgrund der COVID-19-Pandemie abgebrochen wurde, konnte er mit seiner Mannschaft die B-Junioren-Bundesliga Süd/Südwest gewinnen. Shabani kam als Stammspieler in allen 21 Saisonspielen zum Einsatz. Zur nächsten Saison stieg er in die U-19 auf, die Saison wurde jedoch nach wenigen Spieltagen erneut abgebrochen. Nachdem er in der Hinrunde der Saison 2021/22 noch zumeist für die U-19 gespielt hatte, stieg er zur Rückrunde in den Kader der U-23 auf, die in der Regionalliga Südwest spielte, und war dort auch zumeist Stammspieler. Außerdem wurde er bei der 0:1-Niederlage gegen Borussia Dortmund am 16. März 2023 erstmals in den Profikader von Trainer Bo Svensson berufen, kam jedoch nicht zum Einsatz.
Am 6. Mai 2023 unterschrieb Shabani schließlich einen Profivertrag bis 2025 bei den Rheinhessen. Er entwickelte sich in der folgenden Saison zum Stammspieler in der U-23 und wurde auch vereinzelt in den Spieltagskader der Profimannschaft in der Bundesliga berufen. Am 11. März 2023 konnte er beim 2:0-Sieg gegen Eintracht Trier sein erstes Tor im Herrenbereich erzielen. Am 13. Mai 2023 debütierte er schließlich in der Fußball-Bundesliga, als er bei der 0:3-Niederlage gegen Eintracht Frankfurt in der 81. Spielminute für Anton Stach eingewechselt wurde. Nur sieben Minuten nach seiner Einwechselung sah er seine erste Gelbe Karte in der Bundesliga.

### In der Nationalmannschaft
2018 wurde Shabani in den Kader der U-16-Nationalmannschaft berufen und kam bei einem Freundschaftsspiel gegen Belgien zum Einsatz. 2022 nominierte ihn Trainer Hannes Wolf erstmals für die U-19-Nationalmannschaft, für die er auch bei der 0:1-Niederlage gegen Dänemark in einem Freundschaftsspiel am 11. Mai 2022 debütierte.